# Haircut (Film)
Haircut (auch: Haircut (No.1)) ist ein Underground-Experimentalfilm von Andy Warhol. Er wurde im November 1963 in einem New Yorker Loft im 16-mm-Format gedreht. Die Uraufführung fand durch die Film-makers’ Cooperative am 10. Januar 1964 im Gramercy Arts Theater (138 West 27th Street, Manhattan) statt. Ein vierminütiger Auszug wurde (gemeinsam mit Kurzfassungen von Kiss, Eat und Sleep) zu einer Komposition von La Monte Young auf dem New York Film Festival im September 1964 gezeigt.

## Handlung
Der Schwarzweiß-Stummfilm führt in einer Länge von 33 Minuten die Darsteller Billy Name, Freddy Herko, John Daley und James Waring vor, die sich gegenseitig die Haare schneiden. Die Idee stammte von Billy Name, der zu dieser Zeit gerade als „Mädchen für alles“ in die Factory einzog und der das Haareschneiden von seinem Großvater, einem Friseur, gelernt hatte. Im Unterschied zu Warhols späteren, rein statisch aufgenommenen Filmen zeigt in Haircut jede der insgesamt sechs Filmrollen die Szenerie aus einer anderen Kameraperspektive und mit unterschiedlicher Beleuchtung.

## Hintergrund
Der Film ist kulturhistorisch wertvoll, weil er als eines der ersten Dokumente überhaupt die gesellschaftliche Ächtung „langhaariger“ Männer in ironischer Weise darstellt und die Homosexualität seiner Darsteller relativ offen zur Schau stellt.
In Warhols Nachlass sind weitere Filmrollen erhalten, betitelt Haircut No. 2 und Haircut No. 3, die heute im Whitney Museum of American Art aufbewahrt werden.